# Gee (minialbum)
Gee – pierwszy minialbum południowokoreańskiej grupy Girls’ Generation, wydany 5 stycznia 2009 roku przez wytwórnię SM Entertainment po dziewięciomiesięcznej przerwie. Minialbum został wydany na serwisach muzycznych online 5 stycznia, a fizycznie 7 stycznia 2009 roku. Osiągnął 1 pozycję na listach przebojów w Korei Południowej, sprzedał się w nakładzie 212 839 egzemplarzy.

## Lista utworów
| Nr | Tytuł                                                                                          | Słowa          | Kompozycja                 | Aranżacja                  | Czas |
| -- | ---------------------------------------------------------------------------------------------- | -------------- | -------------------------- | -------------------------- | ---- |
| 1. | "Gee"                                                                                          | E-Tribe        | E-Tribe                    | E-Tribe                    | 3:20 |
| 2. | "Way To Go!" (kor. 힘 내! Him nae!)                                                            | Kim Jung-bae   | Kenzie                     | Kenzie                     | 3:04 |
| 3. | "Dear. Mom"                                                                                    | The Lighthouse | No Tae-ryung, Kim Tae-sung | No Tae-ryung, Kim Tae-sung | 4:05 |
| 4. | "Destiny"                                                                                      | Choi Gap-won   | Alex James, Louis Read     | Ahn Ik-su                  | 3:26 |
| 5. | "Let's Talk About Love" (kor. 힘들어하는 연인들을 위해 himdeul-eohaneun yeon-indeul-eul wihae) | Young H. Kim   | Young H. Kim               | Young H. Kim               | 4:11 |